# Guerrilla Cambridge
Guerrilla Cambridge (anciennement SCE Cambridge Studio) était un studio de développement de jeu vidéo basé à Cambridge en Angleterre. Le studio est créé en juillet 1997, après le rachat par Sony Computer Entertainment des équipes de développement de Millennium Interactive, qui appartiennent jusqu'alors à Cyberlife Ltd. Guerrilla Cambridge s'illustre principalement en développant la série MediEvil et le jeu Primal.
Le 12 janvier 2017, Sony annonce la fermeture du studio.

## Jeux développés
Avant 1998, voir article : Millennium Interactive
| Titre                          | Date de sortie | Plates-formes        |
| ------------------------------ | -------------- | -------------------- |
| MediEvil                       | 1998           | PlayStation          |
| MediEvil II                    | 2000           | PlayStation          |
| C-12: Final Resistance         | 2001           | PlayStation          |
| Primal                         | 2003           | PlayStation 2        |
| Ghosthunter                    | 2004           | PlayStation 2        |
| MediEvil Resurrection          | 2005           | PlayStation Portable |
| 24 heures chrono : Le Jeu      | 2006           | PlayStation 2        |
| PlayTV                         | 2008           | PlayStation 3        |
| LittleBigPlanet                | 2009           | PlayStation Portable |
| TV Superstars                  | 2010           | PlayStation 3        |
| Killzone Mercenary             | 2013           | PlayStation Vita     |
| RIGS: Mechanized Combat League | 2016           | PlayStation VR       |

## Collaborations

Précédent logo de SIE Cambridge Studio

Le studio a contribué à différents degrés dans le développement et l'élaboration des productions suivantes :
- Heavenly Sword
- Wipeout
- PlayStation Home
- Killzone 2
- EyeToy
- PlayTV

## À noter
Studio Cambridge est récompensé par la British Academy of Film and Television Arts en recevant le BAFTA Games Award du meilleur jeu console de l'année 2000 pour MediEvil 2.